# Limbella fryei
Limbella fryei là một loài Rêu trong họ Neckeraceae. Loài này được (R.S. Williams) Ochyra miêu tả khoa học đầu tiên năm 1986.